# 申耽
申耽，字義舉，東漢末期至三國魏國時地方豪強人物，益州上庸郡（今湖北省十堰市竹山縣西南）人，與弟申儀本為魏將，一度投降刘备，任征北將軍，領上庸太守、員鄉侯如故。但在關羽失勢時與孟達一同投靠曹魏，徙居南陽。

## 生平
出身於活躍西平、上庸等地豪強士族，初平年間在西平、上庸一帶聚眾數千家豪強自立，先與張魯聯繫緊密，又派遣使臣拜詣曹操，曹操於是賜予他將軍稱號，讓他擔任上庸都尉，後又升任太守，封員鄉侯。
建安二十四年（219），劉備急切希望統治益州全境，於是命令孟達從秭歸郡北攻房陵郡，曹魏房陵太守蒯祺被孟達的軍士所殺。
接著孟達進攻上庸郡，劉備暗地裡擔心孟達一軍難以獨任，於是派遣劉封從漢中與孟達會師合擊上庸。時任上庸太守的申耽率領全郡投降，將妻兒以及宗族都遷往成都為質。劉備於是任命申耽為征北將軍，其餘官爵保持不變（上庸太守、員鄉侯），又任命申耽之弟申儀擔任建信將軍、西城太守。
魏黃初元年（220），孟達害怕未馳援關羽而獲罪，又因與劉封交惡，於是率領部屬集體降魏；後胞弟申儀率軍降魏，擊潰劉封軍，劉封被迫逃回成都。申耽在無奈之下也投降了魏國。曹丕因為申耽不是自願歸附，於是剝奪了他的軍權，賜予他懷集將軍的稱號，遷徙他到南陽居住，閒散在家，又剝奪了他的爵位，轉封其弟申儀為員鄉侯。申耽終老於家。此後就沒有記載其事跡。

## 三國演義
《三國演義》中，孟達想与申耽、申儀一同叛变归蜀，申耽兄弟暗中通報司馬懿，使司馬懿率大軍擒殺孟达。央视版里的《三国演义》司马懿计除孟达后，与弟弟申仪被司马懿杀死，原因就是不可信任，反复無常，是虛構情節。
历史上没有申耽参与孟达之乱的记载，可能申耽当时已去世。